# Парк имени папы римского Иоанна Павла II
Парк и́мени па́пы ри́мского Иоа́нна Па́вла II (укр. Парк імени Папи Римського Івана Павла II ) — парк во Львове (Украина), в крупнейшем жилом массиве Сихов.
До 2011 года это был лесопарк Зубра назван в честь маленькой речки Зубра заложен еще в 1980-х годах. Парк в основном составлял из рощи дуба и граба. Возле парка располагалось озеро Пионерское которое осушили в начале 1980-х годах во время постройки жилого массива Сихов. До 1980-х годах в парке встречались дикие животные: маленькие олени и зайцы.
В 2001 году на месте будущего парка, возле греко-католического собора Рождества Богородицы, провёл мессу римский папа Иоанн Павел II. Позже ему на этом месте установили памятник. Возникла идея разбить парк имени римского иерарха. В 2005 году посаженная аллея парка была уничтожена неизвестными вандалами (было вырвано с корнем более 300 молодых деревьев). В июне 2006 года львовский городской совет определил границы парка в 1,38 га.
28 сентября 2007 года состоялось торжественное открытие парка имени Ивана Павла ІІ, церемония проходила возле Собора Рождества Пресвятой Богородицы. Первые саженцы вишни посадили приходской священник Орест Фредына и представители блока «Наша Украина — Народная самооборона». Городские власти обещали выделить в течение 2007 года 500 тысяч гривен на проведение освещения в парке и приобретение инвентаря. Было запланировано посадить здесь саженцы можжевельника, кизильника, липы, яблони райской, граба, рябины, вишни, сакуры, дуба черешчатого, ольхи черной и фруктовых деревьев. В заново утверждённых границах площадь парка составляет 3 гектара. В парке встречаются травяные растения как медуница неясная и ветреница лютичная. В парке можно встретить птиц как поползня, синиц и сов. В роще можно увидеть белок, куниц и ежей. 